# Gubbeen
El Gubbeen es un queso de leche de vaca de corteza lavada. Su sabor cambia de suave y lechoso a acre y sabroso según su edad. Su textura en boca es suave y maleable, un poco como el edam firme.
Es elaborado por la familia Ferguson es Schull (West Cork, Irlanda).